# Nina Rakovec
Nina Rakovec (* 31. Mai 1987 in Kranj, Slowenien) ist eine slowenische Schauspielerin.

## Leben
Nina Rakovec wuchs in Kranj auf, der viertgrößten Stadt Sloweniens.
Nach ihrem Schulabschluss absolvierte Rakovec eine professionelle Schauspielausbildung. Zunächst war sie an verschiedenen Theaterhäusern tätig und wirkte in mehreren Theaterstücken und Musicals mit. Seit dem Jahr 2008 hat sie als Schauspielerin vor der Kamera in mehr als 20 Film-und-Fernsehproduktionen mitgewirkt. Einem breiten Publikum bekannt wurde sie vor allem durch ihre Rolle der lesbischen Tina in dem Film Dual, wofür sie im Jahr 2013 als Beste Hauptdarstellerin mit dem Filmpreis Vesna beim slowenischen Filmfestival ausgezeichnet wurde.
Nina Rakovec lebt in Ljubljana. Neben ihrer Muttersprache Slowenisch spricht sie auch fließend Kroatisch, Serbisch, Englisch, Deutsch, Französisch und Italienisch.

## Filmografie (Auswahl)
- 2008: Skrbnik
- 2009: Persönliches Gepäck
- 2011: Izlet
- 2012: Vandima
- 2013: Dual
- 2015: Dva Ena
- 2016: A New Home
- 2018: Cankar
- 2019: Ice Queen
- 2021: Maks